# Sturepartiet
Sturepartiet är en sentida anakronistisk beteckning för anhängare till Sten Sture den äldre och de av hans efterträdare som motsatte sig unionsmonarkin i form av Kalmarunionen. Kallades i nationalromantikens historieböcker från 1800-talets andra hälft oftast för fosterlandsvännerna.
Mellan 1470 och 1520 styrdes Sverige, frånsett ett kortare avbrott, av de tre sturarna Sten Gustavsson (Sten Sture den äldre), Svante Nilsson och Sten Svantesson (Sten Sture den yngre). Stureregimerna fann sitt huvudsakliga politiska stöd bland allmogen och städernas borgarskap i kampen mot den då unionsvänliga katolska kyrkan och rådsaristokratin. 
Under de första åren efter Gustav Vasas maktövertagande drabbades de kvarvarande sturemännen, som till exempel kanslern Peder Jakobsson (Sunnanväder), av utrensningar och dödsstraff. Sturepartiets definitiva undergång kan förknippas med den så kallade Daljunkerns uppror i Dalarna 1527–1528.